# صموئيل ويليام جونسون
صموئيل ويليام جونسون (بالإنجليزية: Samuel William Johnson)‏ هو كيميائي أمريكي، ولد في 3 يوليو 1830، وتوفي في 1909.